# Катаріна Шелленберг
Катаріна Лоренц Шелленберг (англ. Katharina Lohrenz Schellenberg) (нар. 1870, Тигенвейде, Молочанський менонітський округ, Бердянський повіт, Таврійська губернія, Російська імперія — пом. 1 січня 1945, Британська Індія) — американська місіонерка й лікарка в Індії.

## Біографія
Шелленберг народилася в колонії Тигенвейде, на той час — у Бердянському повіті Таврійської губернії, сьогодні це село Мостове Пологівського району Запорізької області; воно було частиною Молочанського менонітського округу.
Її батьками були Авраам і Катаріна Лоренц Шелленберги, з якими вона іммігрувала до Сполучених Штатів у 1879 році, оселившись у Канзасі. Коли дівчині було чотирнадцять, померла мати. У дев'ятнадцять років вона вперше присвятила себе Христу, приєднавшись до менонітської конгрегації в Бюлері, штат Канзас. Шелленберг вивчала медицину в «Deaconess Hospital» в Клівленді, а потім пройшла подальше навчання в Медичному інституті гомеопатичної медицини в Канзас-Сіті, штат Канзас; вона була першою жінкою серед північноамериканських менонітів, яка стала лікарем, і стала першим медичним місіонером конфесії в Індії, коли подорожувала до цієї країни в 1907 році. Під час підготовки Шелленберг навчилася говорити на телугу.
На початку своєї кар'єри вона працювала в різних місцях, від Г'югестауна до півдня аж до річки Тунґабгадра; місія побудувала лікарню в Нагаркурнулі у 1912 році. Завершення у 1928 році ще однієї лікарні в Шамшабаді означало, що це місто стало базою Шелленберг. Багато її пацієнтів були мусульманками, яких не міг оглянути лікар-чоловік.
Шелленберг раптово померла в Індії й похована на цвинтарі Св. Георгія в Гайдарабаді. Архів фотографій, пов'язаних з її кар'єрою в Індії, зберігається в Менонітській бібліотеці й архіві Тихоокеанського університету Фресно.